# Polygala sophiae
Polygala sophiae är en jungfrulinsväxtart som beskrevs av Kemul.-nath.. Polygala sophiae ingår i släktet jungfrulinssläktet, och familjen jungfrulinsväxter. Inga underarter finns listade i Catalogue of Life.